# Equação do calor
Em física, a equação do calor é um modelo matemático para a difusão de calor em sólidos. Este modelo consiste em um equação de derivadas parciais que muitas vezes é também chamada de equação da difusão (térmica).

A equação do calor prediz que se um corpo a uma temperatura T é submerso em um recipiente com água a menor temperatura, a temperatura do corpo diminuirá, e finalmente (teoricamente depois de um tempo infinito, e sempre que não existam fontes de calor externas) a temperatura do corpo e a da água serão iguais (estarão em equilíbrio térmico).

Existem diversas variações da equação do calor. Na sua forma mais conhecida, ela modela a condução de calor em um sólido homogêneo, isotrópico e que não possua fontes de calor, e é escrita:
{\displaystyle {\frac {\partial u}{\partial t}}=\eta \left({\frac {\partial ^{2}u}{\partial x^{2}}}+{\frac {\partial ^{2}u}{\partial y^{2}}}+{\frac {\partial ^{2}u}{\partial z^{2}}}\right)}
Aqui, {\displaystyle u=u(x,y,z,t)\,} representa o campo de temperaturas e é a função incógnita. {\displaystyle \eta \,} é o coeficiente de difusão térmica.
Na presença de fontes de calor, a equação toma a seguinte forma:
{\displaystyle {\frac {\partial u}{\partial t}}=\eta \left({\frac {\partial ^{2}u}{\partial x^{2}}}+{\frac {\partial ^{2}u}{\partial y^{2}}}+{\frac {\partial ^{2}u}{\partial z^{2}}}\right)+f({\vec {x}},t)}
A equação do calor é de uma importância fundamental em numerosos e diversos campos da ciência. Na matemática, são as equações parabólicas em derivadas parciais por antonomásia. Na estatística, a equação do calor está vinculada com o estudo do movimento browniano através da equação de Fokker–Planck. A equação de difusão, é uma versão mais geral da equação do calor, e relaciona-se principalmente com o estudo de processos de difusão química.

## Notação
A equação do calor costuma ser escrita usando a notação de operadores diferenciais:
{\displaystyle {\frac {\partial u}{\partial t}}=\eta \Delta u+f(x)\,}
O operador {\displaystyle \scriptstyle \Delta \,} também é escrito {\displaystyle \scriptstyle \nabla ^{2}\,} e é conhecido como Laplaciano.

## Descrição geral
Suponha que tendo-se uma função u a qual descreve a temperatura em uma determinada posição (x, y, z). Esta função irá alterar-se com o tempo na medida em que o calor se dissipa através do espaço. A equação do calor é usada para determinar a alteração na função u no tempo. A imagem acima é animada e tem uma descrição das alterações do trajeto do calor ao longo do tempo numa barra de metal. Uma das interessantes propriedades da equação do calor é o princípio do máximo o qual afirma que o valor máximo de u seja anterior no tempo que a região de interesse ou na borda da região de interesse. Isto é, essencialmente, afirmar que a temperatura vem tanto de uma fonte ou de anteriores, no tempo, porque permeia calor, mas não é criado do nada. Esta é uma propriedade das equações diferenciais parciais parabólicas e não é difícil de provar-se matematicamente (ver abaixo).
Outra interessante propriedade e que tanto se u tem uma descontinuidade em um tempo inicial t = t0, a temperatura torna-se de perfil suave (derivável) assim que t > t0. Por exemplo, se uma barra de metal tem temperatura 0 e outra tem temperatura 100 e elas estão colocadas juntas uma na ponta da outra, então muito rapidamente a temperatura no ponto de conexão é 50 e o gráfico da temperatura é suavizado ao longo de 0 a 100.
A equação do calor é usado em probabilidade e descreve passeios aleatórios. É também aplicada em matemática financeira por esta razão.
É também importante em geometria Riemanniana e, portanto, topologia: foi adaptada por Richard Hamilton quando definiu o fluxo de Ricci que foi posteriormente usado por Grigori Perelman para resolver a conjectura de Poincaré topológica.

## Condições de contorno
A equação do calor na maioria das aplicações é definida em uma região limitada {\displaystyle U\,} e é completada com condições no contorno {\displaystyle \partial U\,} desta região. As três condições de contorno mais freqüêntemente estudadas são:
- Condição de contorno de Dirichlet: O valor de temperatura é dado na fronteira.

{\displaystyle u(x,t)=g(x,t)~~~\forall x\in \partial U\,} para uma função g dada.
- Condição de contorno de Neumann: A taxa de condução de calor é dada na fronteira (a derivada normal é dada).

{\displaystyle {\frac {\partial }{\partial \nu }}u(x,t)=g(x,t)~~~\forall x\in \partial U\,} para uma função g dada.
- Condição de contorno mista: A taxa de calor conduzido através da fronteira é proporcional à diferença de temperatura na fronteira com relação a temperatura dada.

{\displaystyle \alpha (x,t){\frac {\partial }{\partial \nu }}u(x,t)-\beta (x,t)u(x,t)=g(x,t)~~~\forall x\in \partial U\,} para uma funções {\displaystyle \alpha }, {\displaystyle \beta } e g dada.

## Situação estacionária
O estado estacionário da equação do calor acontece quando a temperatura não varia no tempo, ou seja:
{\displaystyle {\frac {\partial u}{\partial t}}=0\,}
Neste caso, a equação se reduz à equação de Laplace:
{\displaystyle \triangle u=0\,}

## Calor total
O calor total contido em uma região {\displaystyle D\,} está relacionado com a integral:
{\displaystyle q=\int _{D}udx\,}
Podemos encontrar uma expressão para a variação do calor total, diferenciando esta expressão no tempo:
{\displaystyle {\frac {dq}{dt}}=\int _{D}{\frac {\partial u}{\partial t}}dx=\int _{D}\left(\triangle u+f(x)\right)dx\,}
usando o teorema de Gauss, temos:
{\displaystyle {\frac {dq}{dt}}=\int _{D}\left(f(x)\right)dx+\int _{\partial D}{\frac {\partial u}{\partial \nu }}dS(x)\,}
Aqui, {\displaystyle \nu \,} é o vetor unitário normal apontando para fora da superfície e {\displaystyle dS(x)\,} é o elemento de superfície.

## O problema físico e a equação

### Derivação em uma dimensão
A equação do calor é derivada da lei de Fourier e da conservação da energia.
Pela lei de Fourier, a taxa de fluxo de energia térmica através de uma superfície é proporcional ao gradiente negativo da temperatura através da superfície,
{\displaystyle \mathbf {q} =-k\nabla u}
onde k é a condutividade térmica e u é a temperatura. Em uma dimensão, o gradiente é uma derivada ordinária espacial, e então a lei de Fourier é
{\displaystyle \mathbf {q} =-ku_{x}\,}
onde ux é du/dx. Na ausência de trabalho realizado, uma alteração na energia interna por unidade de volume no material, ΔQ, é proporcional à alteração na temperatura, Δu. Isto é,
{\displaystyle \Delta Q=c_{p}\rho \Delta u\,}
onde cp é a capacidade térmica específica e ρ é a densidade de massa do material. Escolhendo-se energia em temperatura zero absoluto, isto pode ser reescrito como
{\displaystyle Q=c_{p}\rho u\,}.
O aumento da energia interna em uma pequena região espacial do material
{\displaystyle x-\Delta x\leq \xi \leq x+\Delta x}
durante o período de tempo
{\displaystyle t-\Delta t\leq \tau \leq t+\Delta t}
é dado por
{\displaystyle c_{p}\rho \int _{x-\Delta x}^{x+\Delta x}[u(\xi ,t+\Delta t)-u(\xi ,t-\Delta t)]\,d\xi =c_{p}\rho \int _{t-\Delta t}^{t+\Delta t}\int _{x-\Delta x}^{x+\Delta x}{\frac {\partial u}{\partial \tau }}\,d\xi d\tau }
onde o teorema fundamental do cálculo foi utilizado. Além disso, sem trabalho realizado e sem quaisquer fontes de calor ou escapes, a variação da energia interna no intervalo [x-Δx, x+Δx] é contabilizado integralmente pelo fluxo de calor através das fronteiras. Pela lei de Fourier, este é
{\displaystyle k\int _{t-\Delta t}^{t+\Delta t}\left[{\frac {\partial u}{\partial x}}(x+\Delta x,\tau )-{\frac {\partial u}{\partial x}}(x-\Delta x,\tau )\right]\,d\tau =k\int _{t-\Delta t}^{t+\Delta t}\int _{x-\Delta x}^{x+\Delta x}{\frac {\partial ^{2}u}{\partial \xi ^{2}}}\,d\xi d\tau }
novamente pelo teorema fundamental do cálculo. Pela conservação da energia,
{\displaystyle \int _{t-\Delta t}^{t+\Delta t}\int _{x-\Delta x}^{x+\Delta x}[c_{p}\rho u_{\tau }-ku_{\xi \xi }]\,d\xi d\tau =0.}
Isto é verdadeiro para qualquer retângulo [t−Δt, t+Δt] × [x−Δx, x+Δx]. Consequentemente, o integrando deve desaparecer de forma idêntica:
{\displaystyle c_{p}\rho u_{t}-ku_{xx}=0.\,\!}
Que pode ser reescrita como:
{\displaystyle u_{t}={\frac {k}{c_{p}\rho }}u_{xx},}
ou:
{\displaystyle {\frac {\partial u}{\partial t}}={\frac {k}{c_{p}\rho }}\left({\frac {\partial ^{2}u}{\partial x^{2}}}\right)}
que é a equação do calor. O coeficiente k/(cpρ) é chamada difusividade térmica e é frequentemente notada como α.

### Derivação em três dimensões

Representação gráfica da solução a uma dimensão de uma equação do calor diferencial parabólica. (Ver versão animada)

No caso especial de propagação de calor em um meio isotrópico e homogêneo em um espaço tridimensional, esta equação é
{\displaystyle {\partial u \over \partial t}=\alpha \left({\partial ^{2}u \over \partial x^{2}}+{\partial ^{2}u \over \partial y^{2}}+{\partial ^{2}u \over \partial z^{2}}\right)} {\displaystyle =\alpha (u_{xx}+u_{yy}+u_{zz})\quad }
onde:
- u = u(x, y, z, t) é temperatura como uma função do espaço e tempo;
- {\displaystyle {\frac {\partial u}{\partial t}}} é a taxa de mudança de temperatura em um ponto no tempo;
- uxx, uyy, e uzz são as derivadas segundas espaciais (conduções térmicas) de temperatura nas direções x, y, e z, respectivamente;
- {\displaystyle \alpha =k/c_{p}\rho } é a difusividade térmica, uma grandeza específica do material dependendo da condutividade térmica, k, a densidade de massa, {\displaystyle \rho }, e a capacidade térmica específica, {\displaystyle c_{p}}.

A equação do calor é uma consequência da lei de Fourier do resfriamento (ver condução térmica).
Se o meio não é todo o espaço, a fim de resolver a equação do calor excepcionalmente também precisa-se especificar condições de contorno para u. Para determinar a unicidade de soluções em todo o espaço é necessário assumir-se um exponencial vinculado ao crescimento das soluções, esta hipótese é consistente com as experiências observadas.
Soluções da equação do calor são caracterizadas por um nivelamento gradual da distribuição de temperatura inicial do fluxo de calor de áreas mais quentes para mais frias de um objeto. Geralmente, muitos estados diferentes e as condições de partida tenderão ao mesmo equilíbrio termodinâmico estável. Como consequência, inverter-se a solução e concluir-se algo sobre os tempos mais primordiais ou condições iniciais da distribuição de calor presente é muito impreciso, exceto durante os mais curtos dos períodos de tempo.
A equação do calor é o exemplo prototípico de uma equação diferencial parcial parabólica.
Usando o operador de Laplace, a equação do calor pode ser simplificada, e generalizada para equações similares sobre espaços de número arbitrário número de dimensões, como
{\displaystyle u_{t}=\alpha \nabla ^{2}u=\alpha \Delta u,\quad \,\!}
onde o operador de Laplace, Δ ou {\displaystyle \scriptstyle \nabla ^{2}}, a divergência do gradiente, é tomado nas variáveis espaciais.
A equação do calor governa a difusão térmica, assim como outros processos difusivos, tal como a difusão de partículas ou a propagação do potencial de ação em células nervosas. Embora elas não sejam de natureza difusiva, alguns problemas de mecânica quântica são também governado por um análogo matemático da equação do calor (veja abaixo). Também pode ser usada para modelar fenômeno que surgem em finanças, como os Black-Scholes ou os processos de Ornstein-Uhlenbeck. A equação, e vários análogos não lineares, tem também sido usados em análise de imagens.
A equação do calor é, tecnicamente, uma violação da relatividade especial, porque suas soluções envolvem instantâneas propagações de uma perturbação. A parte da perturbação externa ao cone de luz pode normalmente se seguramente negligenciada, mas se é necessário desenvolver-se uma razoável velocidade para a transmissão do calor, um problema hiperbólico deverá ser também considerado - como uma equação diferencial parcial envolvendo uma derivada em relação ao tempo de segunda ordem.

### Geração interna de calor
A função u acima representa a temperatura de um corpo. Alternativamente, se é algumas vezes conveniente mudar-se unidades e representar u como a densidade de calor de um meio. Dado que densidade de calor é proporcional à temperatura em um meio homogêneo, a equação do calor é ainda obtida nas novas unidades.
Supondo-se que um corpo obedeça a equação do calor e, em adição, gere seu próprio calor por unidade de volume (e.g., em watts/L) a um taxa dada pela função conhecida q variando no espaço e no tempo. Então o calor por unidade de volume u satisfaz uma equação
{\displaystyle {\partial u \over \partial t}=\alpha \left({\partial ^{2}u \over \partial x^{2}}+{\partial ^{2}u \over \partial y^{2}}+{\partial ^{2}u \over \partial z^{2}}\right)+q.}
Por exemplo, um filamento de tungstênio de um bulbo de lâmpada gera calor, por isso teria um valor positivo diferente de zero para {\displaystyle q} quando ligado. Quando a luz é desligada, o valor de {\displaystyle q} para o filamento de tungstênio deveria ser zero.

## Problemas de aquecimento e arrefecimento
Uma aplicação das equações diferenciais de primeira ordem são os problemas de aquecimento e arrefecimento. Entre dois corpos em contato existe transferência de calor por condução, do corpo mais quente para o mais frio. Se a temperatura do objeto em qualquer instante é {\displaystyle T(t)} e a temperatura do meio ambiente é {\displaystyle M(t)}, o aumento da temperatura do objeto em qualquer instante será diretamente proporcional à diferença de temperatura com o meio ambiente
{\displaystyle {dT \over dt}=k(M-T)}
onde {\displaystyle k} é uma constante de condução térmica. Esta equação é uma equação linear que pode ser facilmente resolvida uma vez conhecida a temperatura do meio {\displaystyle M(t)}. O caso mais simples é quando a temperatura do meio ambiente é constante; nesse caso a equação é de variáveis separáveis
{\displaystyle \int {\frac {dT}{M-T}}=\int kdt+C\qquad \Longrightarrow \qquad T=M+(T_{0}-M)e^{-kt}}
onde {\displaystyle T_{0}} é a temperatura inicial. A temperatura do objeto aproxima-se assimptoticamente à temperatura do meio.

## Resolvendo a equação do calor utilizando séries de Fourier

Disposição física idealizada para a condução de calor em uma haste com condições de contorno homogêneas.

A seguinte técnica de solução para a equação do calor seguinte foi proposta por Joseph Fourier em seu ensaio Théorie analytique de la chaleur, publicado em 1822. Considere-se a equação do calor para uma variável espacial. Isto poderia ser usado para modelar a condução de calor em uma barra. A equação é
{\displaystyle (1)\ u_{t}=\alpha u_{xx}\quad }
onde u = u(x, t) é uma função de duas variáveis x e t. Aqui 
- x é a variável espacial, então x ∈ [0,L], onde L é o comprimento da barra.
- t é a variável tempo, então t ≥ 0.

Assume-se a condição inicial
{\displaystyle (2)\ u(x,0)=f(x)\quad \forall \ x\in [0,L]\quad }
onde a função f é dada e as condições de contorno
{\displaystyle (3)\ u(0,t)=0=u(L,t)\quad \forall \ t>0\quad }.
Tenta-se encontrar uma solução de (1) que não é identicamente zero que satisfaça as condições de contorno (3) mas com a seguinte propriedade: u é um produto em que a dependência u em x, t é separada, que é:
{\displaystyle (4)\ u(x,t)=X(x)T(t).\quad }
Esta solução técnica é chamada separação de variáveis. Substituindo u novamente na equação (1),
{\displaystyle {\frac {T'(t)}{\alpha T(t)}}={\frac {X''(x)}{X(x)}}.\quad }
Dado que o lado direito depende somente de x e que o lado esquerdo somente de t, ambos os lados são iguais a algum valor constante − λ. Então:
{\displaystyle (5)\ T'(t)=-\lambda \alpha T(t)\quad }
e
{\displaystyle (6)\ X''(x)=-\lambda X(x).\quad }
Apresentam-se agora soluções para (6) para valores de λ ≤ 0 que não podem ocorrer:
1. Supondo-se que λ > 0. Então existem números reais B, C tais que

{\displaystyle X(x)=Be^{{\sqrt {\lambda }}\,x}+Ce^{-{\sqrt {\lambda }}\,x}.}
De (3) tem-se
{\displaystyle X(0)=0=X(L).\quad }
e portanto B = 0 = C o que implica que u é identicamente 0.
2. Supondo-se que λ = 0. Então existem números reais B e C tais que

{\displaystyle X(x)=Bx+C.\quad }
Da equação (3) conclui-se da mesma maneira que em (1) que u é identicamente 0.
3. Portanto, deve ser o caso em que λ < 0. Então existem números reais A, B, C tais que

{\displaystyle T(t)=Ae^{-\lambda \alpha t}\quad }
e
{\displaystyle X(x)=B\sin({\sqrt {\lambda }}\,x)+C\cos({\sqrt {\lambda }}\,x).}
De (3) tem-se C = 0 e que para algum inteiro positivo n,
{\displaystyle {\sqrt {\lambda }}=n{\frac {\pi }{L}}.}

Isso resolve a equação do calor, no caso especial que a dependência de u tem a forma especial (4).
Em geral, a soma de soluções para (1) as quais satisfazem as condições de contorno (3) também satisfazem (1) e (3). Pode-se mostrar que a solução para (1), (2) e (3) é dada por
{\displaystyle u(x,t)=\sum _{n=1}^{+\infty }D_{n}\left(\sin {\frac {n\pi x}{L}}\right)e^{-{\frac {n^{2}\pi ^{2}\alpha t}{L^{2}}}}}
onde
{\displaystyle D_{n}={\frac {2}{L}}\int _{0}^{L}f(x)\sin {\frac {n\pi x}{L}}\,dx.}

### Generalizando a solução técnica
A técnica de solução utilizada acima pode ser estendida para muitos outros tipos de equações. A ideia é que o operador uxx sem nenhuma condição de fronteira pode ser representado em termos de seus autovetores. Isso naturalmente leva a uma das ideias mais básicas da teoria espectral de operador autoadjunto linear.
Considere o operador linear Δ u = ux x. A sequencia infinita de funções
{\displaystyle e_{n}(x)={\sqrt {\frac {2}{L}}}\sin {\frac {n\pi x}{L}}}
para n ≥ 1 são autovetores de Δ. De fato,
{\displaystyle \Delta e_{n}=-{\frac {n^{2}\pi ^{2}}{L^{2}}}e_{n}.}
Além disso, qualquer autovetor f de Δ com condições de fronteira f(0)=f(L)=0 é da forma en para algum n ≥ 1. As funções en para n ≥ 1 formam uma sequência ortonormal com respeito a certo produto interno no espaço de funções reais em [0, L]. Ou seja
{\displaystyle \langle e_{n},e_{m}\rangle =\int _{0}^{L}e_{n}(x)e_{m}(x)dx=\left\{{\begin{matrix}0&n\neq m\\1&m=n\end{matrix}}\right..}
Finalmente, a sequência {en}n ∈ N gera um denso subespaço linear de L2(0, L). Isso mostra que diagonalizamos o operador Δ.

## Condução em uma dimensão
A análise matemática de um fenômeno se baseia, em primeiro lugar, na análise física do fenômeno que queremos estudar, ou seja, o início é a experiência. Se considerarmos uma barra uniforme isolada termicamente nas superfícies laterais, de modo que o calor só poderá fluir na direção do eixo da barra, e adotando duas seções transversais de mesma área e temperaturas diferentes, separadas por uma distância d, sabe-se que uma quantidade de calor vai passar da seção mais quente para a seção mais fria. Além disso, essa quantidade de calor obedece à lei de condução de calor de Fourier, ou seja, {\displaystyle QC=\kappa A|T2-T1|/d}, onde QC é a quantidade de calor por unidade de tempo, A é a área, T são as respectivas temperaturas e d a distância que separa as áreas. Esta lei é, notadamente, uma lei empírica.
Considerando as extremidades da barra como {\displaystyle x=0} e {\displaystyle x=L}, e que não há nenhum fluxo de calor através dos loados da barra. Assim, entre um intervalo {\displaystyle \Delta X} desta barra, teremos que, da esquerda para a direita, um fluxo de calor igual a {\displaystyle H=-\kappa AU_{x}} atravessa a barra, enquanto que no sentido inverso, o fluxo de calor é {\displaystyle H=\kappa AU_{x}}, onde {\displaystyle U_{x}} representa a variação da temperatura em um intervalo de espaço infinitamente pequeno. Estamos supondo, aqui, que a temperatura depende apenas da direção x, ou seja, desprezamos os efeitos causados pelas variações nas direções y e z. Esta hipótese costuma ser satisfatória quando as dimensões laterais da barra são pequenas quando comparadas com seu comprimento.
Quando ocorre o fluxo de calor, existe um equilíbrio físico: o fluxo de calor que entra em qualquer parte da barra é igual ao fluxo de calor absorvido naquela parte da barra. Calculando primeiro o termo de fluxo, a taxa instantânea de transferência de calor {\displaystyle H(x,t)} da esquerda para a direita é {\displaystyle H(x,t)=-\kappa AU_{x}(x,t)} e, analogamente para a outra seção, temos que {\displaystyle H(x+\Delta x,t)=-\kappa AU_{x}(x+\Delta x,t)}(considerando que a temperatura à esquerda é superior a temperatura à direita da barra. Deste modo, a taxa de calor que entra entre as duas superfícies é {\displaystyle Q=H(x,t)-H(x+\Delta x,t)=\kappa A[U_{x}(x+\Delta x,t)-U_{x}(x,t)]}, e a quantidade de calor que atravessa esse trecho da barra em um intervalo de tempo {\displaystyle \Delta t} é igual à {\displaystyle Q\Delta t=H(x,t)-H(x+\Delta x,t)=\kappa AU_{x}(x+\Delta x,t)-U_{x}(x,t)]\Delta t}.
Vamos analisar agora o termo de absorção. A variação de temperatura neste intervalo, é proporcional à quantidade de calor introduzida e inversamente proporcional à massa do trecho da barra. Assim, temos que {\displaystyle \Delta U=\left({\frac {1}{s}}\right)\left({\frac {Q\Delta t}{\Delta m}}\right)}. 

Onde {\displaystyle \Delta m={\frac {Q\Delta t}{s\rho A\Delta x}}}.
Logo,
{\displaystyle \Delta U={\frac {Q\Delta t}{s^{2}\rho A\Delta x}}}
sendo a constante de proporcionalidade é conhecida como calor específico do material da barra e {\displaystyle \rho } é sua massa específica. Reescrevendo esta equação, sabendo que a variação média de temperatura no trecho da barra considerado é igual à variação de temperatura em algum ponto intermediário {\displaystyle x+e(\Delta (x)),0<e<1}, e igualando os termos de fluxo e absorção para {\displaystyle Q(\Delta t)}, temos que {\displaystyle \kappa A[U_{x}(x+\Delta x,t)-U_{x}(x,t)][\Delta t]=s\rho A[U(x+e(\Delta (x),t+\Delta (t))-U(x+e\Delta (x,t)][\Delta (x)]}Dividindo a equação anterior por {\displaystyle (\Delta (x)\Delta (t))} e tirando os respectivos limites, temos que {\displaystyle \alpha ^{2}U_{xx}=U_{t}}, onde {\displaystyle \alpha ^{2}=\kappa /\rho s} é a difusividade térmica, e é um parâmetro que depende apenas do material que é feita a barra. Se, ao invés de uma barra unidimensional considerarmos um corpo com mais de uma dimensão espacial significativa, a temperatura será função de duas ou três dimensões e considerações semelhantes às anteriores nos levam às equações {\displaystyle \alpha ^{2}(U_{xx}+U_{yy})=U_{t}} para duas dimensões e {\displaystyle \alpha ^{2}(u_{xx}+U_{yy}+U_{zz})=U_{t}} para três dimensões.